# Szűcs Judit (óvodapedagógus)
Szűcs Judit  tehetségfejlesztő óvodapedagógus, fejlesztő-innovátor mesterpedagógus, a mancalabajnokság kidolgozója. 2014-2019 között független önkormányzati képviselő Mezőkovácsházán, a Kulturális és Szociális Bizottság tagja.
Nyertes pályázatai révén több száz gyermek vett részt tehetséggondozó tevékenységekben, köztük több hátrányos helyzetű, illetve különleges bánásmódot igénylő óvodás. Épít a helyi sajátosságokra, a gyermekek érdeklődésére, igazodik a gyermekek életkori és egyéni sajátosságaihoz, sokoldalú tapasztalatszerzésre törekszik. Tehetségműhelyeket vezet, ahol a gyermekek képességei mellett önértékelésüket, önbizalmukat is fejleszti. Óvodája 2014-ben Regisztrált Tehetségpont, 2017-ben Európai Tehetségpont, 2018-ban Akkreditált Kiváló Tehetségpont lett.

## Elismerései
- 2013: „Mezőkovácsháza Város Szolgálatáért” - Több évtizedes, példaértékű pedagógiai tevékenységéért, a város közéletében végzett kiemelkedő munkája elismeréséül.
- 2018: „Polgármesteri Elismerő Oklevél” - Aktív, kiemelkedően magas színvonalú tehetséggondozó munkája elismeréséül.
- 2019: "Bonis Bona - A nemzet tehetségeiért díj" a tehetséggondozásban kiemelkedő munkát végző szakemberek számára.[3]

## Megjelent kiadványai
- Anyanyelvi játékok gyűjteménye 2001, Négy Évszak Óvoda, Mezőkovácsháza
- Heti terv ötlettár a mi óvodánkban, 2002, ÁMK Óvodája, Mezőkovácsháza (társszerzőként)